# Wyse Technology

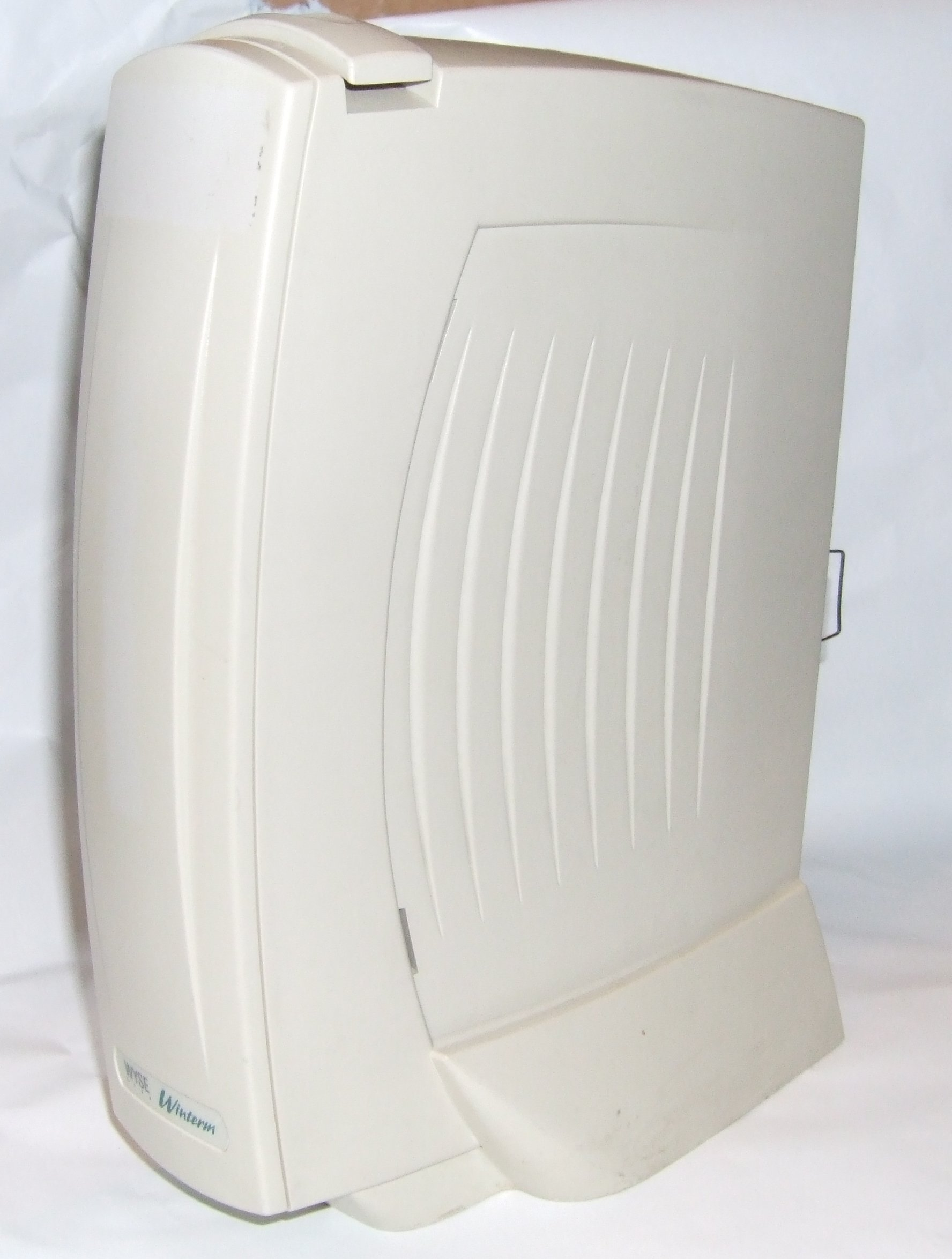
Wyse Winterm Thin Client

Wyse Technology Inc. war ein im Jahr 1981 gegründetes US-amerikanisches IT-Unternehmen mit Sitz in San José, Kalifornien, und zahlreichen Niederlassungen weltweit, das sich auf Thin-Client-Lösungen spezialisiert hatte. Das Unternehmen wurde im Mai 2012 von Dell übernommen, Produkte sind seitdem nur noch unter dem Namen Dell Wyse erhältlich.
Nach einer Studie der IDC war Wyse im Jahr 1999 mit 37,5 % zum dritten Mal in Folge Marktführer. Das Unternehmen hatte nach eigenen Angaben einen Anteil von 35 % am Markt für Thin Client-Lösungen gehalten (Stand 2007).
Von Februar 2007 bis Mai 2012 war Tarkan Maner als CEO des Unternehmens im Amt.

## Produkte
Bekannt wurde das Unternehmen durch die Herstellung von Terminals, die seriell angeschlossen wurden. Oft wurden dabei Emulationen von bekannten Terminaltypen anderer Hersteller implementiert (z. B. VT100) und daher eine günstigere Alternative darstellten. Später konzentrierten sie sich auf Thin-Client-Hardware (etwa die Thin Clients der Winterm-Reihe) als auch Software-Lösungen (etwa Wyse ThinOS). Zusätzlich bot Wyse Dienstleistungen, Support und Schulungen zu den Produkten an.

## Einzelbelege
1. ↑  Wyse Technology: Über die 100-Millionen-Dollar-Grenze lugte der Umsatz des Terminalherstellers im zweiten Geschäftsquartal (2. Oktober). Die 102,6 Millionen Dollar bedeuten ein Plus von 64 Prozent. Der Überschuß wuchs entsprechend auf 7,06 (4,41) Milli (Memento vom 14. Oktober 2010 im Internet Archive)
2. ↑  Wyse Technology's Client Virtualization Solution Increases Indiana School District Graduation Rate While Saving at Least $230K Per Year (Memento vom 14. Oktober 2010 im Internet Archive)
3. ↑  http://www.wyse.com/global/
4. ↑  http://www.dell.com/learn/us/en/uscorp1/secure/2012-04-02-dell-acquisition-wyse-technology?c=us&l=en&s=corp
5. ↑  wcm.at: WYSE Technology bleibt Marktführer
6. ↑  Zero Clients - Trend zum Minimalismus in der Computerbranche (Memento vom 9. September 2012 im Webarchiv archive.today)
7. ↑  http://www.linkedin.com/pub/tarkan-maner/70/6b0/3b3